# Zach McGowan
Zachary Brendan „Zach” McGowan (ur. 5 maja 1981 w Nowym Jorku) – amerykański aktor filmowy, telewizyjny i głosowy. Występował w roli Jody’ego Silvermana w serialu Shameless – Niepokorni i kapitana Vane’a w serialu Piraci.  
Był narratorem i gospodarzem wielu programów, w tym The Scream Awards. Użyczał głosu postaciom z gier wideo, takich jak Iron Man czy Resident Evil 6. Magazyn „People” nazwał go „Najseksowniejszym mężczyzną tygodnia”.

## Życiorys
Urodził się w górnej zachodniej części nowojorskiego Manhattanu jako syn Brendy i Vincenta McGowanów. Jego ojciec był pochodzenia irlandzkiego, a matka miała korzenie żydowskie. Dorastał w Upper West Side ze swoimi dwoma starszymi braćmi Dougiem i Mattem. W młodym wieku Zach odnalazł swoje powołanie, występując w szkolnych przedstawieniach. Jego pasja do sceny towarzyszyła mu przez lata w Ethical Culture Fieldston School. W 2002 ukończył Carleton College w Northfield w stanie Minnesota, gdzie poznał swoją żonę Emily Johnson, którą poślubił 27 września 2008.
W 2003 trafił na scenę w kilku produkcjach off-broadwayowskich. W 2005 przeniósł się do Los Angeles, gdzie był zastępcą szefa kuchni i pojawił się w jednym z odcinków programu kulinarnego Kuchenne potyczki (Iron Chef America). Zadebiutował na małym ekranie w Ulicy Sezamkowej. Po raz pierwszy wystąpił w filmie fabularnym jako Jackson w dreszczowcu sensacyjno–przygodowym Polowanie na Eagle One: Punkt śmierci (The Hunt for Eagle One: Crash Point, 2006) u boku Marka Dacascosa i Jeffa Fahey.

## Filmografia
Filmy
| Rok  | Tytuł                                                         | Rola                           | Reżyser              |
| ---- | ------------------------------------------------------------- | ------------------------------ | -------------------- |
| 2006 | Polowanie na Eagle One (The Hunt for Eagle One)               | Jackson                        | Brian Clyde          |
| 2009 | Terminator: Ocalenie (Terminator Salvation)                   | żołnierz na Osprey             | McG                  |
| 2009 | Deddon (film krótkometrażowy)                                 | detektyw                       | Brian Kim            |
| 2009 | Darkstorm (film krotkometrażowy)                              | sierżant Matthew Bailey        | David Shipko         |
| 2009 | Mr. Anonymous (film krótkometrażowy)                          | Robert Johnson                 | Adewale Bajere       |
| 2010 | The Last Supper (film krótkometrażowy)                        | zabójca Kane Thompson          | Tarique Qayumi       |
| 2010 | Inanna’s Dance (film krótkometrażowy)                         | Don                            | Ciaran Michael Vejby |
| 2011 | You Talk and I’ll Shoot (film krótkometrażowy)                | Jack Bernard                   | Ciaran Michael Vejby |
| 2014 | Dracula: Historia nieznana (Dracula Untold)                   | Shkelgim                       | Gary Shore           |
| 2014 | Snapshot                                                      | Thomas Grady                   | Eric Etebari         |
| 2014 | Zalajkowany na śmierć (Friended to Death)                     | Joel                           | Sarah Smick          |
| 2015 | Toy Soldier (film krótkometrażowy)                            | Diaz                           | Nima Javadi          |
| 2018 | Król Skorpion: Księga dusz (The Scorpion King: Book of Souls) | Król Skorpion                  | Don Michael Paul     |
| 2018 | The Brawler                                                   | Chuck Wepner                   | Ken Kushner          |
| 2019 | Waleczne serce. Król Szkotów (Robert the Bruce)               | Brandubh                       | Richard Gray         |
| 2021 | Stara wiara (Last Call)                                       | Laurence „Dougal” McDougal Jr. | Paolo Pilladi        |
| 2022 | Sanctioning Evil                                              | Dakota                         | Ante Novakovic       |

Seriale
| Rok             | Tytuł                              | Rola                      | Uwagi                       |
| --------------- | ---------------------------------- | ------------------------- | --------------------------- |
| 2007            | Two Dudes Catering                 | w roli samego siebie      | reality show                |
| 2008            | CSI: Kryminalne zagadki Miami      | Kurt Greenfield           | odc. „Wrecking Crew”        |
| 2008            | Wzór                               | Keith Jackson             | odc. „High Exposure”        |
| 2009            | Scream Awards                      | prezenter                 |                             |
| 2009            | Dowody zbrodni                     | kapral Clerk              | odc. „Libertyville”         |
| 2010            | Powodzenia, Charlie!               | Happy Horse               | odc. „Butt Dialing Duncans” |
| 2011            | Scream Awards                      | spiker / narrator         |                             |
| 2011            | Anatomia prawdy                    | Vincent Stone             | odc. 3 „Helping Hand”       |
| 2012            | Dating Rules from My Future Self   | Jagger                    | 2 odcinki                   |
| 2012–2013       | Shameless – Niepokorni             | Jody Silverman            | sezon 2 i 3 (24 odcinki)    |
| 2014–2016       | Piraci                             | Charles Vane              | sezon 1–3 (28 odcinków)     |
| 2015            | Prawo i porządek: sekcja specjalna | Anton                     | odc. „Maternal Instincts”   |
| 2016            | UnReal                             | Brock                     | odc. „Casualty”             |
| 2016–2017, 2020 | The 100                            | król Roan                 | sezon 3–4, 7 (17 odcinków)  |
| 2017            | Zabójcza broń                      | Cody Lewis                | odc. „Birdwatching”         |
| 2017–2018       | Damnation                          | Tennyson Duvall           | 2 odcinki                   |
| 2017–2018       | Agenci T.A.R.C.Z.Y.                | Anton Iwanow / przełożony | 8 odcinków                  |
| 2018            | Żywe trupy                         | Justin                    | 3 odcinki                   |
| 2019            | L.A.’s Finest                      | Ray Sherman               | 2 odcinki                   |
| 2020            | MacGyver                           | Roman                     | 3 odcinki                   |